# Charles Manners-Sutton
Pour les articles homonymes, voir Manners.
Charles Manners-Sutton (17 février 1755 – 21 juillet 1828) est un ecclésiastique britannique, évêque de Norwich, puis quatre-vingt-neuvième archevêque de Canterbury.